# متحف بحروز كنجرلي
متحف بحروز كنجرلي (بالأذرية: Bəhruz Kəngərli muzeyi) - هو متحف تم إنشاؤه تخليدا لذكرى الفنان والرسام والفنان الأذربيجاني بحروز كنجرلي. ويقع المتحف في جمهورية نخجوان الذاتية عند تقاطع شارعي أتاتورك واستقلال.

## تاريخ المتحف
تم إنشاؤه متحف بحروز كنجرلي تخليدا لذكرى الممثل البارز للفن الأذربيجاني والرسام بحروز كنجرلي بأمر من رئيس الجمعية العليا لجمهورية ناختشيفان المتمتعة بالحكم الذاتي بتاريخ 22 مايو عام 2001. و افتتح متحف بهريز كانغارلي بعد ترميم في 24 يونيو 2013.
مبنى المتحف هو نصب تذكاري للتاريخ والهندسة المعمارية فبنيت في عام 1897 في جمهورية نخجوان الذاتية. تبلغ مساحتها الإجمالية 560 متر مربع. والمبنى المكون من طابقين، والمبني من مجموعة من العناصر المعمارية الشرقية والغربية، ويضم 7 غرف في الطابق الأول و5 غرف في الطابق الثاني.
هناك حوالي 350 عينة مادية وثقافية في المتحف، و341 لوحة للفنان بحروز كنجرلي.

## وصلات خارجية
https://www.youtube.com/watch?v=rRC2KCHdbZg